# Diócesis de Nakhon Ratchasima
La diócesis de Nakhon Ratchasima (en latín: Dioecesis Nakhonratchasimaen(sis) y en tailandés: เขตมิสซังนครราชสีมา) es una circunscripción eclesiástica latina de la Iglesia católica en Tailandia, sufragánea de la arquidiócesis de Thare y Nonseng. La diócesis tiene al obispo Joseph Chusak Sirisut como su ordinario desde el 30 de noviembre de 2006.

## Territorio y organización
La diócesis tiene 43 595 km² y extiende su jurisdicción sobre los fieles católicos de rito latino residentes en las provincias de: Buri Ram, Chaiyaphum y Nakhon Ratchasima.
La sede de la diócesis se encuentra en la ciudad de Nakhon Ratchasima, en donde se halla la Catedral de Nuestra Señora de Lourdes.
En 2019 en la diócesis existían 35 parroquias.

## Historia
El vicariato apostólico de Nakhorn-Rajasima fue erigido el 22 de marzo de 1965 con la bula Cum Populus Dei del papa Pablo VI, obteniendo el territorio del vicariato apostólico de Ubon (hoy diócesis de Ubon Ratchathani).
El 18 de diciembre de 1965 el vicariato apostólico fue elevado a diócesis con la bula Qui in fastigio del papa Pablo VI.
El 2 de julio de 1969, por decreto Cum Excellentissimus de la Congregación para la Evangelización de los Pueblos, tomó su nombre actual.

## Estadísticas
De acuerdo al Anuario Pontificio 2020 la diócesis tenía a fines de 2019 un total de 6564 fieles bautizados.
| Año                                                                             | Población            | Población | Población      | Sacerdotes | Sacerdotes    | Sacerdotes    | Bautizados por sacerdote | Diáconos permanentes | Religiosos | Religiosos | Parroquias |
| Año                                                                             | Bautizados católicos | Total     | % de católicos | Total      | Clero secular | Clero regular | Bautizados por sacerdote | Diáconos permanentes | Varones    | Mujeres    | Parroquias |
| ------------------------------------------------------------------------------- | -------------------- | --------- | -------------- | ---------- | ------------- | ------------- | ------------------------ | -------------------- | ---------- | ---------- | ---------- |
| 1970                                                                            | 2976                 | 2 445 414 | 0.1            | 10         |               | 10            | 297                      |                      | 14         | 12         |            |
| 1980                                                                            | 4395                 | 3 671 000 | 0.1            | 15         | 5             | 10            | 293                      |                      | 13         | 26         |            |
| 1990                                                                            | 5211                 | 4 631 000 | 0.1            | 19         | 19            |               | 274                      |                      | 4          | 36         | 36         |
| 1999                                                                            | 5332                 | 5 050 570 | 0.1            | 25         | 22            | 3             | 213                      |                      | 7          | 38         | 36         |
| 2000                                                                            | 5391                 | 5 120 520 | 0.1            | 26         | 22            | 4             | 207                      |                      | 8          | 38         | 26         |
| 2001                                                                            | 5204                 | 5 168 436 | 0.1            | 25         | 22            | 3             | 208                      |                      | 3          | 34         | 26         |
| 2002                                                                            | 5284                 | 5 168 436 | 0.1            | 26         | 23            | 3             | 203                      |                      | 6          | 33         | 28         |
| 2003                                                                            | 5258                 | 5 180 465 | 0.1            | 26         | 23            | 3             | 202                      |                      | 6          | 32         | 28         |
| 2004                                                                            | 5464                 | 5 198 400 | 0.1            | 24         | 21            | 3             | 227                      |                      | 6          | 32         | 28         |
| 2013                                                                            | 6205                 | 5 449 468 | 0.1            | 29         | 24            | 5             | 213                      |                      | 8          | 28         | 34         |
| 2016                                                                            | 6767                 | 5 352 914 | 0.1            | 30         | 27            | 3             | 225                      |                      | 6          | 29         | 34         |
| 2019                                                                            | 6564                 | 5 310 006 | 0.1            | 37         | 31            | 6             | 177                      |                      | 9          | 30         | 35         |
| Fuente: Catholic-Hierarchy, que a su vez toma los datos del Anuario Pontificio. |                      |           |                |            |               |               |                          |                      |            |            |            |

## Episcopologio
- Alain Sauveur Ferdinand van Gaver, M.E.P. † (22 de marzo de 1965-30 de mayo de 1977 renunció)
- Joachim Phayao Manisap  † (30 de mayo de 1977-30 de noviembre de 2006 retirado)
- Joseph Chusak Sirisut, desde el 30 de noviembre de 2006